# Makura-nage
 (septembre 2023).
Si vous disposez d'ouvrages ou d'articles de référence ou si vous connaissez des sites web de qualité traitant du thème abordé ici, merci de compléter l'article en donnant les références utiles à sa vérifiabilité et en les liant à la section « Notes et références ».

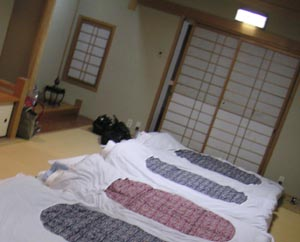
Scène de makura-nage.

Le makura-nage (du japonais : 枕投げ, まくらなげ) est un jeu pratiqué au Japon, dans lequel les enfants se jettent mutuellement des oreillers, typiquement le soir après que le futon est préparé pour la nuit (ou plus spécialement après l'extinction des feux), dans les dortoirs des centres de vacances, des écoles, ou des ryokan.
Ce jeu se rapproche de la bataille de polochons, à la différence que les participants n'y font principalement que se lancer les oreillers, pas vraiment se battre avec. En effet, « makura » (枕) signifie « oreiller », et « nageru » (投げる) signifie « jeter ».
Dans les mangas et les anime, les scènes de makura-nage constituent une manière courante de décrire l'ambiance à l'école.